# Carl Bertilsson
Carl Adolf Hjalmar Bertilsson, född den 18 oktober 1889 i Drängsered, död den 16 november 1968 i Örsnäs i Villands Vånga, var en svensk veterinär och gymnast.
Carl Bertilsson var son till handlanden Gustaf Adolf Bertilsson och Katrina Charlotta Kristiansdotter. Han avlade studentexamen i Göteborg 1909 och bedrev 1909-1910 studier vid Lunds universitet innan han 1910 inskrevs vid Veterinärinstitutet, från vilket han utexaminerades 1914. Efter att ha tjänstgjort som besiktningsman vid olika slakterier i Kristianstad blev Berilsson 1919 stipendiat i Fältveterinärkårens reserv och utnämndes samma år till bataljonsveterinär vid Vendes artilleriregemente. 1934 övergick han som fältveterinär i Fältveterinärkåren. Han erhöll kaptens tjänsteställning 1928 och majors 1939, innan han 1944 pensionerades som regementsveterinär (han kvarstod dock i reserven till 1950). Han var även fram till 1955 besiktningsman vid Långebro kontrollslakteri.
Som tonåring deltog Bertilsson i den guldvinnande svenska gymnastiktruppen vid de olympiska sommarspelen 1908.
Carl Bertilsson var från 1919 gift med kronolänsmansdottern Elsie Wannholm (död 1964). Paret fick tre söner och en dotter, av vilka den sistnämnda gick i faderns idrottsliga spår och blev gymnastikdirektör.